# Stranska vas (gmina Dobrova-Polhov Gradec)
Stranska vas – wieś w Słowenii, w gminie Dobrova-Polhov Gradec. W 2018 roku liczyła 274 mieszkańców.